# 二氯化钕
二氯化钕是一种钕的氯化物，化学式 NdCl2。

## 制备
二氯化钕可以由三氯化钕在真空，800 到 900 °C 下被钕金属还原而成。
{\displaystyle \mathrm {2\ NdCl_{3}+Nd\longrightarrow 3\ NdCl_{2}} }

## 性质
二氯化钕是黑色晶体，粉末状时为深绿色。它极易潮解，只能小心保存于真空或干的惰性气体。二氯化钕遇水时会形成水合物，不过它不稳定，会分解成氢氧化钕或各种氯氧化物。二氯化钕是正交晶系的氯化铅结构 ，空间群 Pbnm(No. 62) 。.